# Fantasia per a violoncel i orquestra (Weinberg)
La Fantasia per a violoncel i orquestra, op. 52, va ser composta per Mieczysław Weinberg entre el 1951 i el 1953. Es va estrenar a Moscou en una versió per a violoncel i piano, elaborada pel compositor el 23 de novembre de 1953, amb Danil Xafran al violoncel i Nina Musinian al piano.

## Moviments
- I. Adagio – Andante leggiero – Adagio
- II. Allegro con fuoco – Cadenza (Lento)
- III. Andantino leggiero – Adagio

## Origen i context
Weinberg, acostumat a compondre amb una gran velocitat, va tardar gairebé dos anys a completar la seva Fantasia, un fet poc habitual en la seva carrera. L'obra es va estrenar el 23 de novembre de 1953 en una versió per a violoncel i piano, interpretada per Danil Xafran i Nina Musinian. Aquesta versió, adaptada pel mateix Weinberg, va ser publicada el 1954. Fins al moment, no s'ha documentat cap estrena de la versió orquestral en vida de Weinberg.
El període entre 1948 i el desgel post-Stalin va ser una etapa difícil per als compositors soviètics seriosos, i la Fantasia s'inscriu en una sèrie d'obres de Weinberg que inclouen suites, rapsòdies, concertinos i serenades, creades per complir les exigències del realisme soviètic. Tot i això, Weinberg va aconseguir incorporar un lirisme introvertit i una protesta tràgica, utilitzant un llenguatge tonal més ampli i indefinit. La Fantasia es desenvolupa en un moviment continu amb una estructura en arc, marcada per acceleracions i desacceleracions progressives. Inclou diverses melodies evocadores que podrien tenir influències folklòriques, tot i que ni el compositor ni els seus crítics van proporcionar detalls clars sobre aquesta connexió.

## Anàlisi musical
El primer moviment evoca una melancolia que es fon amb una visió d'idil·li pastoral perfecte. El segon moviment s'omple d'alegria, amb un toc lleugerament sarcàstic aportat pels metalls. El final retorna a la tranquil·litat dels camps serens, acabant amb un epíleg breu que recupera l'estat d'ànim del primer moviment.

## Enregistraments
- 1970: Al·la Vassilieva (violoncel), Orquestra de Cambra de Moscou, Rudolf Barxai (director), Melodiya
- 1997: Mark Drobinsky (violoncel) Orquestra cinematogràfica estatal, Walter Mnatsakanov (director), Russian Disc
- 2005: Claes Gunnarsson (violoncel), Orquestra Simfònica de Göteborg, Thord Svedlund (director), Chandos
- 2020: Raphael Wallfisch (violoncel), Kristiansand Symphony Orchestra, Lukasz Borowicz (director), CPO[4]